# Sixta Heddema
Sixta Lamchiena Saltet-Heddema (Raalte, 10 september 1912 – Den Haag, 24 januari 1988) was een Nederlands etser, grafisch ontwerper, illustrator, tekenaar en verzetsstrijdster.

## Leven en werk
Sixta of Six Heddema was een dochter van kassier Sixtus Fokko Heddema (1881-1916) en Lamchiena Grietje Luurt Hopman (1880-1977). Ze trouwde in 1970 met Arnold Hendrik Saltet (1913-1985), telg uit het geslacht Saltet.
In 1931 verhuisde Heddema met haar moeder van Assen naar Den Haag, waar ze ging studeren aan de Academie van Beeldende Kunsten. Ze leerde de kunstenaar Chris Lebeau (1878-1945) kennen, die haar privélessen wilde geven op voorwaarde dat ze de academie verliet. Er ontstond een nauwe samenwerking en vriendschap, waarbij Lebeau en Heddema ook portretten van elkaar maakten, waaronder het portret van Sixta Heddema (1936) door Lebeau. Tijdens de Tweede Wereldoorlog waren beiden als vervalsers actief in het verzet. In 1943 werden de kunstenaars opgepakt, Heddema kon vrijkomen en bracht het werk uit Lebeaus atelier in veiligheid. Lebeau overleed in 1945 in Dachau.
Heddema maakte onder meer portretten, landschappen en stillevens. Ze overleed op 75-jarige leeftijd. Ze legateerde werk van Lebeau en haarzelf aan de "Stichting Schone Kunsten rond 1900",  waarvan de collectie sinds de jaren zeventig is ondergebracht bij het Drents Museum in Assen. .

## Werk in openbare collecties (selectie)
- Drents Museum, Assen
- Rijksmuseum Amsterdam

- Biografisch Portaal: 69397028
- Nederlandse Thesaurus van Auteursnamen: 07268366X
- RKD-Nederlands Instituut voor Kunstgeschiedenis: 36814
- Virtual International Authority File: 284543887
- WorldCat: E39PBJhd6MxhKr66tGK8WfbPQq